# GATEPAC

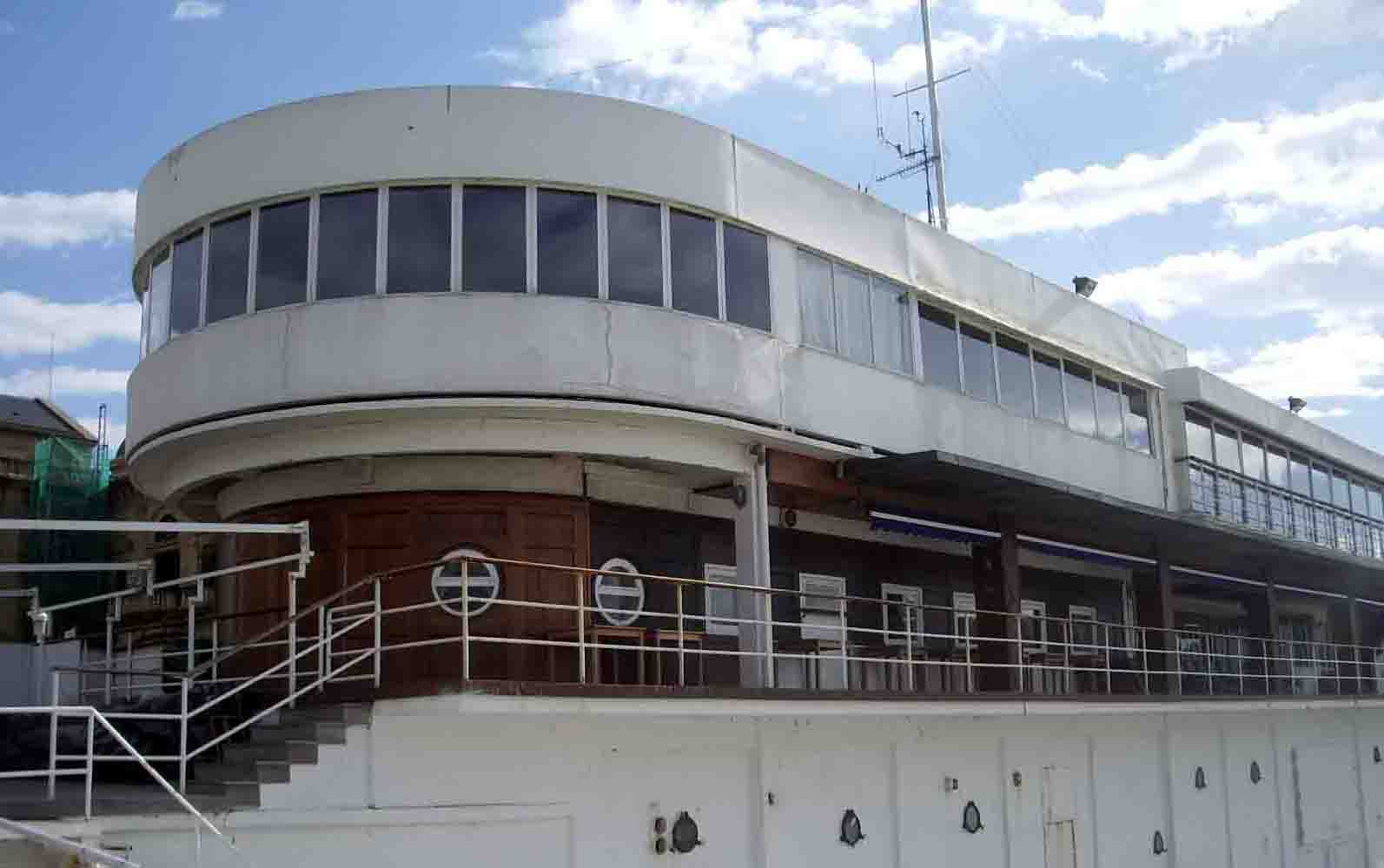
Club Náutico de San Sebastián (1929), de José Manuel Aizpúrua y Joaquín Labayen.

El Grupo de Arquitectos y Técnicos Españoles para el Progreso de la Arquitectura Contemporánea, más conocido por la sigla GATEPAC, estuvo formado por un grupo de arquitectos activo desde antes de la Segunda República Española cuyo fin fue promover la arquitectura racionalista.
El grupo se fundó oficialmente en el Gran Hotel de Zaragoza en octubre de 1930 como la rama española del C.I.A.M. Los miembros más relevantes del mismo fueron José Manuel Aizpurúa, Antoni Bonet i Castellana, Fernando García Mercadal, Josep Lluís Sert y Josep Torres Clavé. GATEPAC publicó la revista A. C. Documentos de Actividad Contemporánea, que fue un punto de referencia importante para los movimientos modernos en la España de las décadas de 1950 y 60. El grupo llegó establecer contactos con el gobierno durante la Segunda República Española y colaborar en algunos proyectos arquitectónicos gubernamentales, si bien no a gran escala. En este sentido institucional, la sección oriental (catalana) del grupo, la llamada GATCPAC (Grup d'Arquitectes i Tècnics Catalans per al Progrés de l'Arquitectura Contemporània), fue más activa que las secciones central o norte (madrileña y vasca). 
En el grupo catalán se encontraban, entre otros, Antoni Bonet, Ricardo de Churruca, Germán Rodríguez Arias, Sixt Illescas, Ricardo Ribas, Josep Lluís Sert, Manuel Subiño, Josep Torres Clavé y Joan Baptista Subirana. 
El grupo Centro estaba compuesto por Ramón Aníbal Álvarez, Víctor Calvo, Santiago Esteban de la Mora, Fernando García Mercadal, Felipe López Delgado y Manuel Martínez Chumillas. 
El grupo Norte se compone de tres arquitectos: Luis Vallejo, José Manuel Aizpúrua y Joaquín Labayen.
Gran parte de los miembros del GATEPAC apoyaron al bando republicano durante la guerra civil española. Torres Clavé murió en acción. Josep Lluís Sert fue al exilio en Estados Unidos, donde se hizo catedrático en la Universidad de Harvard. Antoni Bonet se estableció en Buenos Aires, Argentina. En cambio  Joaquín Labayen y José Manuel Aizpurúa militaron en Falange, siendo este último fusilado por los republicanos durante el conflicto. 
El GATEPAC no tuvo legado en España hasta la década de 1950, cuando sus publicaciones dejaron de ser censuradas por el régimen de Franco y su obra fue recogida por una nueva generación de arquitectos modernos españoles como Oriol Bohigas.